# مارک کاشنر
مارک کاشنر (انگلیسی: Marc Kushner) (زادهٔ ۲۷ سپتامبر ۱۹۷۷) معمار، کارآفرین، و نویسندهٔ آمریکایی است.

## فعالیت حرفه‌ای
کاشنر و ماتیاس هولویچ دو بنیانگذار شرکت معماری ایچ‌دابلیوکِی‌ان هستند. آنها در سال ۲۰۱۲ میلادی جایزهٔ معمار جوان موما پی‌اس۱ موزهٔ هنر مدرن نیویورک را برنده شدند. کاشنر همچنین بنیان‌گذار وبگاه آرکیتایزر است که تمرکز آن بر یکی ساختن معماری و خواست عموم مردم است. او در سال ۲۰۱۴ در کنفرانس تد سخنرانی کرد. کاشنر نویسندهٔ کتاب آیندهٔ معماری در ۱۰۰ ساختمان است که توسط انتشارات سایمون و شوستر و تد منتشر شده‌است.

## زندگی شخصی
کاشنر زمانی که مشغول تحصیل در دبیرستان بود، متوجه شد که همجنس‌گرا است. او این موضوع را تا زمان تحصیل در دانشگاه پنسیلوانیا از خانواده‌اش پنهان کرده بود. کاشنر از خانواده‌ای مذهبی و یهودی است. پدر بزرگ او یک بازماندهٔ هولوکاست است. مارک کاشنر و دوست پسرش، کریستوفر برلی در ۳۱ مارس ۲۰۱۲ در یک مراسم یهودی در نیویورک، با حضور خانواده‌هایشان رسماً ازدواج کردند.